# Apterostigma goniodes
Apterostigma goniodes (лат.) — вид примитивных муравьёв-грибководов (Attini) рода Apterostigma из подсемейства Myrmicinae. 

## Распространение
Центральная и Южная Америка: от Мексики до Колумбии.

## Описание
Мелкие муравьи коричневого цвета. Фронтальные доли при виде спереди треугольные, каждый задний край образует (почти) прямой угол с боковым краем; вентральный мезоплевральный киль хорошо развит, пластинчатый; продольный полупрозрачный киль развит на постпетиолярном стерните.  Усики рабочих и самок 11-члениковые, у самцов состоят из 12 сегментов. Нижнечелюстные щупики 3-члениковые, нижнегубные щупики состоят из двух сегментов (формула щупиков 3,2). Стебелёк между грудкой и брюшком состоит из двух члеников: петиоля и постпетиоля (последний отделён от брюшка), жало развито, куколки голые (без кокона). Петиоль вытянутый, без явного узелка.

## Таксономия
Вид был впервые описан в 1997 году южноамериканским мирмекологом Джоном Латтке (Lattke J. E., Instituto de Zoologia Agricola, Венесуэла и Universidade Federal do Paraná, Куритиба, Бразилия).